# Mercedes-Benz Cito
Il Mercedes-Benz O520 Cito è un modello di autobus urbano a trazione ibrida di medie dimensioni prodotto dalla Mercedes-Benz a partire dal 1999 fino al 2003.
Esistono tre versioni del Cito: 8 metri (52 posti), 9 metri (66 posti) e 10 metri (80 posti).
Il nome del mezzo deriva dalla contrazione dei termini City ("città") e Tomorrow ("domani").
Una particolarità del Cito è quella di non avere nessun vetro nella parte posteriore a causa del posizionamento del motore.
Dopo aver conseguito nel 2001 il premio International Bus & Coach of the Year, il Cito ha avuto una discreta diffusione, oltre che in Germania, anche in Francia e in Italia, dove è stato ed è tuttora presente in varie aziende di trasporto urbano.